# Miklavž na Dravskem polju
Miklavž na Dravskem polju este o localitate din comuna Miklavž na Dravskem polju, Slovenia, cu o populație de 3.808 locuitori.